# دشت لاله‌های واژگون دره‌بید
دشت لاله‌های واژگون دره بید در فاصله‌ای حدود ۱۵۰ کیلومتری شمال غرب اصفهان در دره باریکی در روستای دره‌بید از توابع شهرستان فریدن و در بیست کیلومتری شهر داران واقع شده‌است.
دشت لاله‌های واژگون دره بید، دارای حدود ده کیلومتر وسعت است و در فصل بهار مملو از گل‌های طبیعی به ویژه لاله سرخگون است که به رنگ سرخ مایل به بنفش بوده و لاله‌های این منطقه از روز چهلم تا شستم بعد از عید شکفته می‌شوند و در موقع وزش باد سیر و روشن می‌شوند.

## طبیعت دره بید
طبیعت بکر و وجود چشمه‌های پرآب، این دشت زیبا را به نقطه‌ای بی‌نظیر در استان اصفهان بدل کرده‌است و لاله واژگون از جمله گل‌های رستنی در این منطقه است که اسامی دیگری مانند گل اشک و اشک مریم هم دارد و دلیل این نام‌گذاری این است که مقداری شبنم بین این گل‌ها جمع می‌شود و سپس از گل به پائین می‌چکد عمر این گیاه بسیار کوتاه است و گل دهی آن از اوایل اردیبهشت آغاز می‌شود و می‌گویند این گل در آن زمان که گلوی سیاوش با تیغ تیز گرسیوز آشنا می‌شد شاهد ماجرا بوده‌است.
گلهای این دشت به دلیل ارتفاع پایین‌تر آن و به تبع آن گرمتر بودن منطقه رویش زودتری نسبت به دیگر دشتهای لاله واژگون ایران دارد.

## راه ارتباطی
راه‌های ارتباطی به این منطقه بین شهرهای داران و خوانسار است. از تهران بعد از سه‌راه سلفچگان، به‌سمت خمین و گلپایگان ادامه مسیر می‌دهید تا به خوانسار برسید، با طی مسیری ۱۵ کیلومتری به روستای دره‌بید می‌رسید، از اینجا به بعد می‌توانید با توجه به علامت‌هایی که با گل لاله واژگون مشخص شده‌اند مسیر را ادامه دهید و از صحت مسیری که انتخاب کرده‌اید مطمئن شوید. این مسیر حدود ۱۰ کیلومتر جاده خاکی دارد. در مسیر هم لاله‌های واژگون دیده می‌شود تا به دشتی مملو از لاله‌ها می‌رسید که توسط یگان‌های حفاظت محیط زیست حفاظت می‌شود. ورودی این دشت در سال ۱۳۹۵ مبلغ ۵ هزار تومان است. در منطقه سرویس بهداشتی و چند آلاچیق هم برای استراحت در نظر گرفته شده‌است. بعضی این دشت را با گلستانکوه خوانسار که نزدیک همین لاله‌زار می‌باشد اشتباه می‌گیرند اما لاله‌زار دره‌بید فریدن دشتی مجزا است.

## نگارخانه

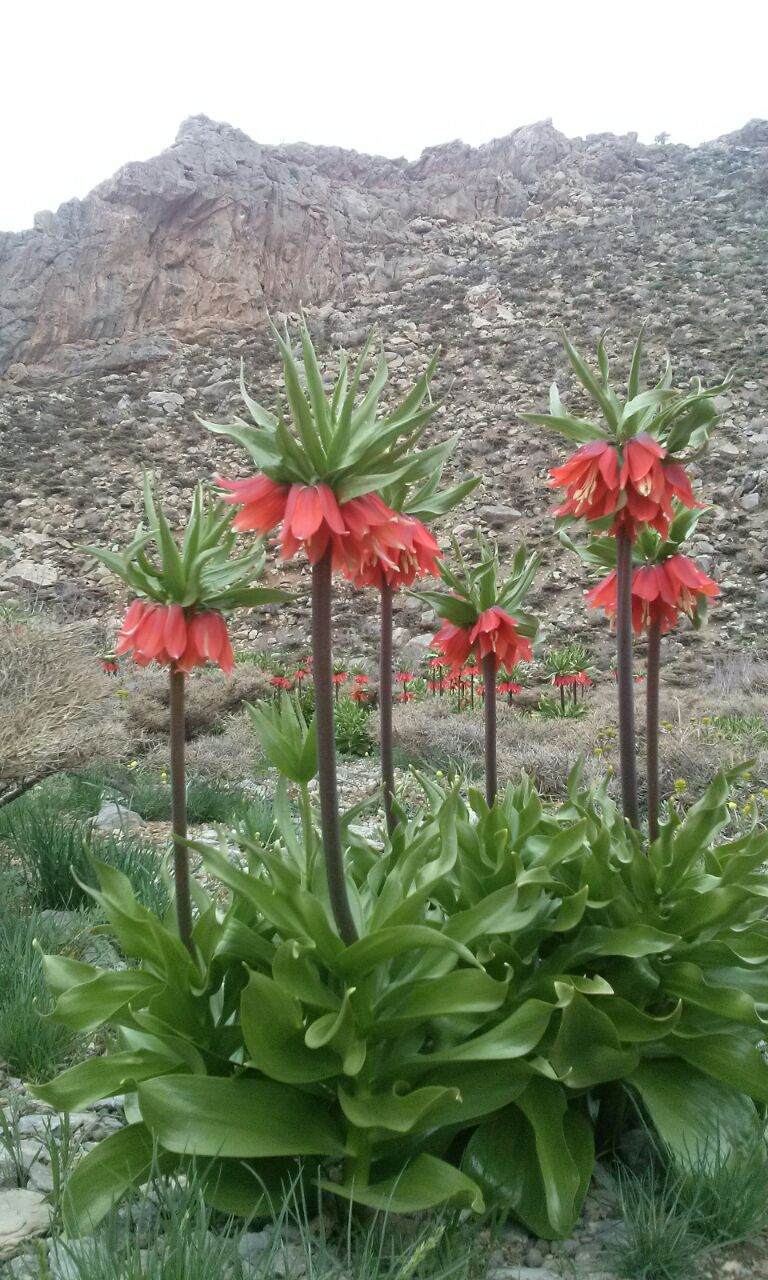
لاله واژگون دره بید
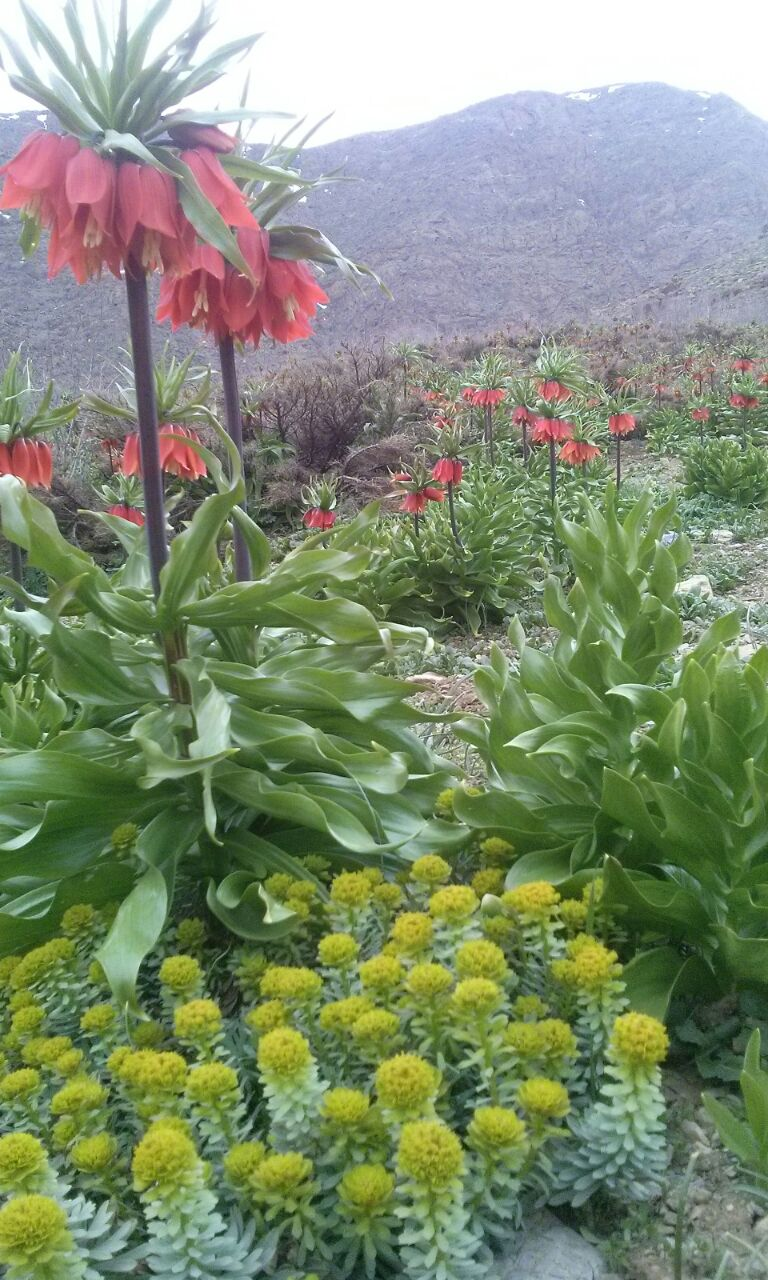
لاله واژگون دره بید
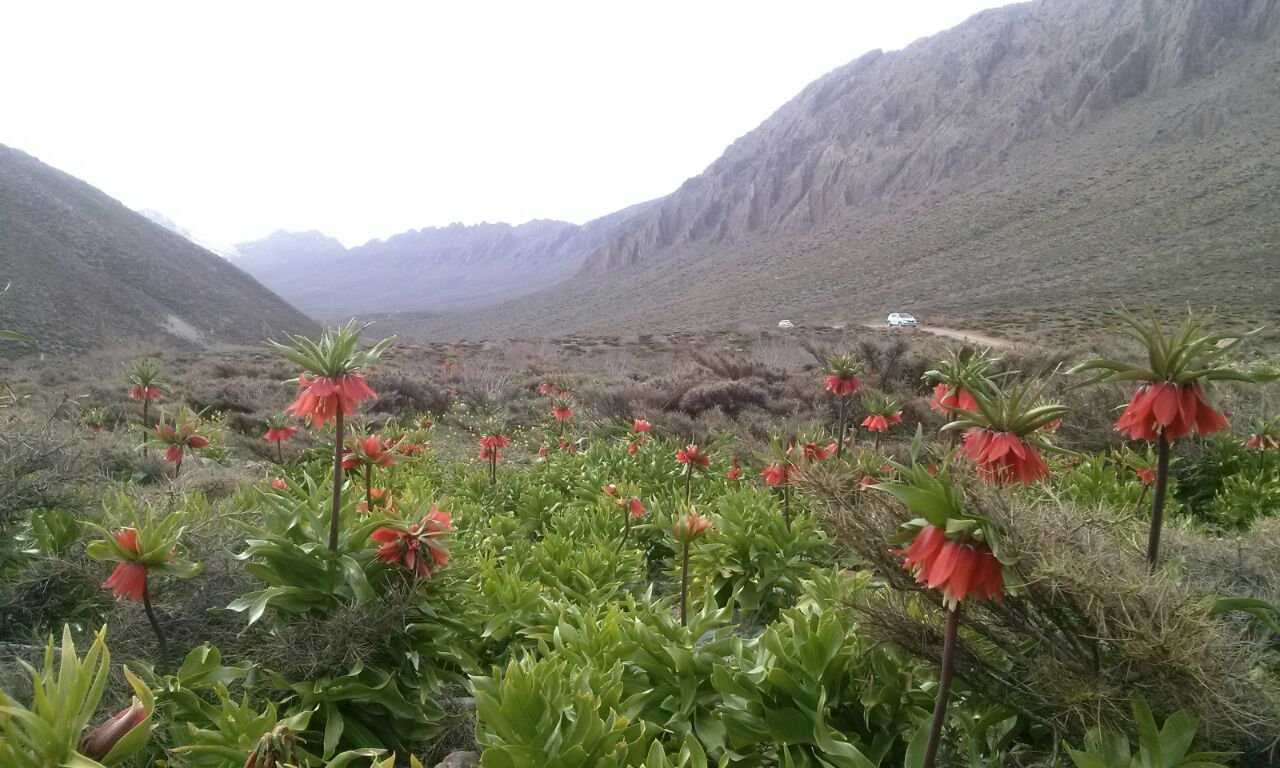
دشت لاله واژگون دره بید
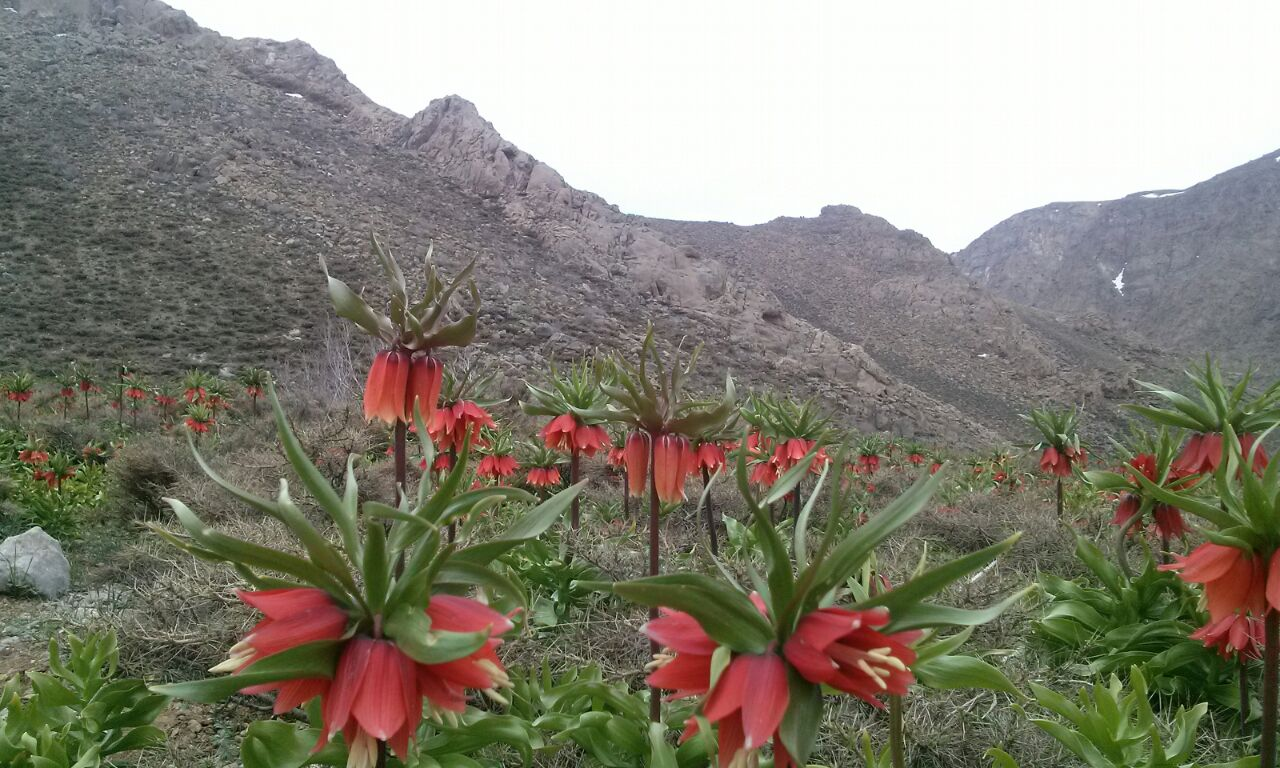
دشت دره بید